# 魔法少女 俺
《魔法少女 俺》，是毛魂一直線的日本漫畫作品。2012年至2014年於出版社連載。單行本分上集、下集共2冊。
2017年12月宣布決定製作電視動畫，2018年4月至6月首播。同年4月13日，動畫播出期間，漫畫開始連載續篇。

## 故事簡介
卯野咲是個很普通的女孩子，有一天回家的時候，發現有個黑社會模樣的男子正在踢門。而令人意想不到的是，這個男子跟她的母親居然是舊識，並且母親還坦言了自己曾經做過魔法少女的事實。經過解釋，這名兇惡的男子居然是前來找咲代替母親簽訂魔法少女契約。獲悉此事，咲一開始很不情願，結果面對敵人來襲的時候她被迫變身，但出現在大家面前的居然是個肌肉飽滿的純爺們？！更加可怕的是，咲的好姬友御翔櫻世居然也對她產生了超越友情的好感……

## 登場人物
卯野（聲：大橋彩香（日本，變身前）；龜娘（中國大陸，變身前））
作品主角。偶像團體「Magical Twin」成員，日夜為自己的偶像事業奔走。喜歡自己的青梅竹馬、今為當紅偶像團體「STAR☆PRINCE」成員的御翔桃拾，因此以偶像為志願。為了保護桃拾，因此成為魔法少女。
魔法少女（Magical Girl Ore，聲：石川界人（日本，變身後）；谢添天（中國大陸，變身後））
愛的力量（變身）：喜欢桃拾
御翔櫻世（聲：三澤紗千香（日本，變身前）；V17-十四（中國大陸，變身前））
的親友。「Magical Twin」成員。桃拾的妹妹，單戀著咲。
喜欢咲的魔法少女（Magical Girl Sakigasuki，聲：羽多野涉（日本，變身後）；夏磊（中國大陸，變身後））
愛的力量（變身）：喜欢咲
卯野紗依（聲：久川綾（日本，變身前）；冯駿驊（中國大陸，變身後））
的母親，曾經和可可羅簽約的原魔法少女。原姓田中。
魔法熟女小紗／魔法少女小紗（聲：津田健次郎（日本，變身後））
可可羅（聲：一條和矢（日本）；黑石稔（中國大陸））
來自魔法界的妖精。為保護卯野家鄰近，發掘咲成為魔法少女。
外表是極道人士模樣，能變化為二頭身、能飛行、方便攜帶的吉祥物，但是依然保持原來的兇惡樣貌。
御翔桃拾（聲：豐永利行（日本）；風袖FX（中國大陸））
櫻世的哥哥。當紅偶像團體「STAR☆PRINCE」成員。
人前人後皆沉默寡言。歌唱有吸引人和動物的特性。妖魔也異常喜歡對他下手，喜欢魔法少女俺。
兵衛（聲：遊佐浩二（日本）；沈达威（中國大陸））
桃拾的搭檔。當紅偶像團體「STAR☆PRINCE」成員。同時是活動時主要的答話人。咲的天敵，蓄意阻擾咲和桃拾。
由於桃拾被妖魔襲擊時都很巧妙的離開。而被咲等人懷疑是幕後黑手。後來真實身份被揭露是妖精王。表示可以跟可可羅一樣變成二頭身但被咲給阻止。
矢茂小波（聲：森久保祥太郎（日本）；小忻（中國大陸））
「Magical Twin」的經紀人。私底下是魔法少女宅，見到咲成為魔法少女時異常感動，打算支援咲同時勝任魔法少女和偶像事業。
王川未散（聲：田村由香里（日本，變身前））
動畫原創角色。偶像團體「PRISMA」成員。
魔法少女永恆危險漂亮（Magical Girl Eternal Dangerous Pretty，聲：谷山紀章（日本，變身後））
愛的力量（變身）：喜歡魔法少女我
桐生瑠可（聲：內山夕實（日本，變身前））
動畫原創角色。偶像團體「PRISMA」成員。
魔法少女一切瘋狂的美（Magical Girl Everything Crazy Beauty，聲：鈴木達央（日本，變身後））
愛的力量（變身）：喜歡王川未散
HAPPY（聲：林勇（日本））
可可羅的弟弟，也是妖精。
藤本一鄉（聲：緒方惠美（日本））
藤本二剛（聲：山寺宏一（日本））
藤本三豪（聲：優希比呂（日本））
藤本四業（聲：關智一（日本））
藤本五鋼（聲：岩永哲哉（日本））
藤本六轟（聲：石田彰（日本））
妖魔（聲：涉谷彩乃、八木侑紀、吉田有里、三澤紗千香（日本））
以吉祥物姿態登場的敵人角色。有著健美男子的體格。

## 出版書籍
《魔法少女 俺》單行本共兩集，由Fusion Product〈 Be comics〉發行。
| 冊數 | Fusion Product | Fusion Product         | 東立出版社   | 東立出版社             |
| 冊數 | 發行日期       | ISBN                   | 發行日期     | ISBN                   |
| ---- | -------------- | ---------------------- | ------------ | ---------------------- |
| 上   | 2014年2月24日  | ISBN 978-4-89393-891-6 | 2018年9月7日 | ISBN 978-957-26-1596-6 |
| 下   | 2014年2月24日  | ISBN 978-4-89393-893-0 | 2018年9月7日 | ISBN 978-957-26-1597-3 |

## 電視動畫

### 製作人員
- 原作：毛魂一直線[7]
- 導演、劇本統籌、劇本、錄音演出：川崎逸朗[7]
- 人物設定、總作畫監督：伊部由起子[7]
- 配角設定：翁長久美子[7]
- 美術監督：平間由香[7]
- 美術設定：有本妃査惠[7]
- 色彩設計：中尾總子[7]
- 攝影監督：村野蓬子[7]
- 剪輯：松原理恵
- 音響監督：清水勝則（日语：清水勝則）[7]
- 音樂：中塚武（日语：中塚武）[7]
- 音樂製作人：佐藤純之介
- 音樂製作：Lantis
- 總製作人：淺賀孝郎
- 製作人：內田結花、黑須信彥、吉江輝成、前坂彥司、礒谷德知、小澤文啓、中尾幸彥（日语：中尾幸彦）
- 動畫製作人：小澤一由、千葉真悟
- 企劃製作：GENCO[7][8]
- 動畫製作：Pierrot PLUS[3]
- 製作：「魔法少女 俺」製作委員會（Crunchyroll、万代南梦宫艺术、My Theater D.D.、AT-X、KlockWorx（日语：クロックワークス）、Comidia （页面存档备份，存于）、GENCO、驚奇大地）

### 主題曲
片頭曲「NOISY LOVE POWER☆」（第1話－第12話）
作詞：兒玉沙織，作曲、編曲：本多友紀，主唱：大橋彩香
先行版第1話作為片尾曲使用。
片尾曲「玻璃銀河」（第1話－第8話、第10話、第12話）
作詞：em:óu，作曲：淺岡雄也，編曲：淺田祐介，主唱：STAR☆PRINCE［御翔桃拾（豐永利行）、兵衛（遊佐浩二）］，合唱：緒方惠美、淺岡雄也
第1話作為插入曲使用。
插入曲
（第1話、第6話、第7話、第12話）
作詞：em:óu，作曲、編曲：渡邊剛，主唱：Magical Twin［卯野咲（大橋彩香）、御翔櫻世（三澤紗千香）］
先行版第2話作為片尾曲使用。
第7話也加入矢茂小波（森久保祥太郎）歌唱。
（第3話）
作詞：清水桂，作曲：弘田龍太郎
（第3話）
作詞：中村雨紅，作曲：草川信
（第3話）
作詞：鹿島鳴秋，作曲：弘田龍太郎
（第4話、第9話）
作詞：em:óu，作曲、編曲：矢鴇司，主唱：MAHO☆SHOUJO［魔法少女我（石川界人）、喜歡咲的魔法少女（羽多野涉）］
第9話作為片尾曲使用。
（第6話）
作詞：篠原花奈，作曲、編曲：，主唱：旅館社長（一條和矢）
（第7話、第9話、第12話）
作詞：em:óu，作曲、編曲：渡邊剛，主唱：PRISMA［王川未散（田村由香里）、桐生瑠可（內山夕實）］
（第7話）
作詞、作曲者不詳。美國民謠。
（第12話）
作詞：em:óu，作曲：Dr. Dalmatian，編曲：Kume.、森田健吾，主唱：PRISMA［魔法少女永恆危險漂亮（谷山紀章）、魔法少女一切瘋狂的美（鈴木達央）］
（第10話、第12話）
作詞：野口雨情，作曲：本居長世

### 各話列表
| 話數   | 日文標題 | 中文標題          | 分鏡     | 演出     | 作畫監督                                                                                        | 道具設計            |
| ------ | -------- | ----------------- | -------- | -------- | ----------------------------------------------------------------------------------------------- | ------------------- |
| 第1話  |          | 魔法少女☆變身     | 川崎逸朗 | 山本天志 | 翁長久美子、石田千夏 鮒道愛子、阿萬和俊 內原茂、宮元幸子                                        | 阿萬和俊            |
| 第2話  |          | 魔法少女☆老子     | 川崎逸朗 | 川西泰二 | Shin Min Soep Lee Sang Jin Kim Jin Young                                                        | 阿萬和俊 翁長久美子 |
| 第3話  |          | 魔法少女☆增加了   | 川崎逸朗 | 荻原露光 | 吉田肇、服部憲知 川口弘明                                                                       | 阿萬和俊 翁長久美子 |
| 第4話  |          | 魔法少女☆對改造人 | 高本宣弘 | 所俊克   | 飯飼一幸、柳孝相                                                                                | 阿萬和俊            |
| 第5話  |          | 魔法少女☆旅行中   | 川崎逸朗 | 藤本次朗 | 翁長久美子、船道愛子 內原茂、有泉洋子                                                           | 阿萬和俊            |
| 第6話  |          | 魔法少女☆溫泉經營 | 川崎逸朗 | 川西泰二 | Lee Sang Jin Kim Jin Young Shin Hyung Sik                                                       | 阿萬和俊            |
| 第7話  |          | 魔法少女☆LESSON   | 高本宣弘 | 中田誠   | 川口弘明、飯飼一幸                                                                              | 阿萬和俊            |
| 第8話  |          | 魔法少女☆握手會   | 高本宣弘 | 所俊克   | 飯飼一幸、津熊健德 Shin Hey Ran                                                                 | 阿萬和俊            |
| 第9話  |          | 魔法少女☆又增加了 | 川崎逸朗 |          | 翁長久美子、船道愛子 內原茂、Hue Hey Jung 有泉洋子                                              | 宮本洋子 阿萬和俊   |
| 第10話 |          | 魔法少女☆跟蹤中   | 渡部穏寛 | 山口美浩 | Lee Sang Jin、Shin Hyung Sik Kim Jin Young                                                      | 宮本洋子 阿萬和俊   |
| 第11話 |          | 魔法少女☆最終決戰 | 川崎逸朗 | 飯村正之 | 小川一郎                                                                                        | 宮本洋子 阿萬和俊   |
| 第12話 |          | 魔法少女☆我       | 川崎逸朗 | 川西泰二 | 船道愛子、吉岡佳廣、石橋有希子 櫻井正明、阿萬和俊、內原茂 Heo Hye Jung、Kim Yu Mi、Park Hye Ran | 宮本洋子 阿萬和俊   |

### 播放電視台

#### 日本國內
日本深夜動畫：下文記載的日本国内播放時間使用日本標準時間（UTC+9）表示。因為部分時間标识會採用30小时制，因此請留意这类超过24:00的时间，其實際播放時間為翌日清晨。
| 播出期間              | 播出時間（UTC+9）         | 播放電視台 | 播放地區 | 備註                        |
| --------------------- | ------------------------- | ---------- | -------- | --------------------------- |
| 2018年4月2日－6月18日 | 星期一 22時00分－22時30分 | AT-X       | 日本全國 | CS衛星／有重播              |
|                       | 星期一 25時40分－26時10分 | TOKYO MX   | 東京都   |                             |
| 2018年4月6日－6月22日 | 星期五 24時30分－25時00分 | SUN電視台  | 兵庫縣   |                             |
| 2018年4月8日－6月24日 | 星期一 23時00分－23時30分 | KBS京都    | 京都府   |                             |
| 2018年7月4日－9月19日 | 星期三 24時00分－24時30分 | BS富士     | 日本全國 | BS放送／『ANIME GUILD』時段 |

| 刊登期間              | 刊登時間             | 刊登網站 |
| --------------------- | -------------------- | -------- |
| 2018年4月6日－6月22日 | 星期五 24時00分 更新 | GYAO！   |
|                       |                      |          |
|                       | niconico頻道         |          |

#### 日本以外
在中國大陸，由bilibili獨家發佈。

### 藍光&DVD
| 卷數 | 發行日期      | 收錄話數       | 規格編號  | 規格編號  |
| 卷數 | 發行日期      | 收錄話數       | 藍光      | DVD       |
| ---- | ------------- | -------------- | --------- | --------- |
| 1    | 2018年7月3日  | 第1話－第3話   | BIXA-1221 | BIBA-3291 |
| 2    | 2018年8月2日  | 第4話－第6話   | BIXA-1222 | BIBA-3292 |
| 3    | 2018年9月4日  | 第7話－第9話   | BIXA-1223 | BIBA-3293 |
| 4    | 2018年10月2日 | 第10話－第12話 | BIXA-1224 | BIBA-3294 |

## 外部連結
- pixiv漫畫官方網站的作品介紹頁面 （页面存档备份，存于） （日語）
- 電視動畫「魔法少女 俺」官方網站 （页面存档备份，存于） （日語）
- 電視動畫「魔法少女 俺」官方的X（前Twitter） （日語）